# الدورة 21 للجنة التراث العالمي
الدورة الحادية والعشرين للجنة التراث العالمي انعقدت في الفترة ما بين 1 ديسمبر وحتى 6 ديسمبر من العام 1997، وذلك في مدينة نابولي بإيطاليا.

## الأعضاء
- أستراليا
- بنين
- البرازيل
- كندا
- الصين
- كوبا
- قبرص
- الإكوادور
- مصر
- فرنسا
- ألمانيا
- إيطاليا
- اليابان
- لبنان
- مالطا
- المكسيك
- المغرب
- النيجر
- الفلبين
- إسبانيا
- الولايات المتحدة